# Piruvato deidrogenasi
La piruvato deidrogenasi è un enzima mitocondriale, appartenente alla classe delle ossidoreduttasi, del complesso enzimatico della piruvato deidrogenasi (o Pyruvate Dehydrogenase Complex, abbreviato come PDC). Catalizza la seguente reazione:
piruvato + lipoillisina ⇄ S-acetildiidrolipoillisina + CO2
La reazione catalizzata dal complesso consiste nella decarbossilazione ossidativa del piruvato ad acetil-CoA. Per questo motivo, il PDC costituisce un fondamentale punto di snodo nel metabolismo glucidico, dal momento che collega la glicolisi al ciclo di Krebs.
Il complesso si compone di tre enzimi (piruvico decarbossilasi, diidrolipoil transacetilasi e diidrolipoil deidrogenasi) e di cinque coenzimi (in ordine di reazione: tiamina pirofosfato (TPP), acido lipoico, coenzima A, FAD e NAD+)
Più nel dettaglio, il complesso PDC è formato da sei componenti strutturali costituite da 60 unità: 24 di piruvato deidrogenasi (E1), 24 di diidrolipoamide transacetilasi (E2) e 12 di diidrolipoamide deidrogenasi (E3). In essi vi sono inclusi la proteina di legame E3 (E3 binding protein, o E3BP), il complesso chinasico della piruvato deidrogenasi (PDK di E1) e il complesso fosfatasi della piruvato deidrogenasi (PDP di E1). La protein-chinasi PDK fosforila tre residui serinici in E1 mentre la fosfatasi PDP idroliticamente rimuove gli stessi gruppi dalle serine di E1.
Inoltre alla struttura si associano, in particolare sulla componente E1 ed E3, i domini catalitici o inner catalytic domains (IC).
Nell'uomo, l'enzima E2 possiede inoltre due domini lipoilici più esterni, L1 e L2, insieme a un dominio di connessione all'enzima E1 attraverso una sequenza amminoacidica di Alanina e Prolina che costituisce una catena di 20-30 amminoacidi. I domini L1 e L2 sono da considerarsi parte del complesso di un organismo animale; nel caso in cui si parli da un punto di vista batterico, per esempio di Escherichia coli, è presente un terzo dominio. Inoltre, sempre in quest'ultimi, si ha una connessione non solo tra E1 ed E2 ma anche tra E2 ed E3.
La piruvato deidrogenasi catalizza quindi la reazione principale del processo. La tiamina pirofosfato (TPP), cofattore dell'enzima in E1, è infatti in grado di reagire inizialmente con il piruvato, generandone la decarbossilazione ossidativa. Il gruppo acetile (CH3C(O)-) diventa un idrossietile legato covalentemente a TPP. Nel passaggio successivo, l'idrossietil-TPP appena formato, diviene il substrato del secondo enzima del complesso multienzimatico, la diidrossilipoamide-transacetilasi la cui attività dipende dal coenzima acido lipoico nella sua forma ossidata caratterizzata dalla presenza di un ponte disolfuro (S-S): il trasferimento di due elettroni sull'acido lipoico determina la riduzione del ponte disolfuro a gruppi tiolici (SH). La diidrossilipoamide-transacetilasi catalizza il trasferimento del gruppo acetile su uno dei gruppi tiolici mediante la formazione di un legame tioestere e formazione di acetil diidrolipammide. Il coenzima TPP viene quindi liberato e reso disponibile per la catalisi di una nuova reazione. Il gruppo acetilico viene successivamente trasferito ad una molecola di coenzima A (CoA) caratterizzata anch'essa dalla presenza di un gruppo tiolico, formando acetil-CoA, mentre l'acido lipoico viene rilasciato nella sua forma ridotta. Notare che nella formazione dell'acetil-CoA a partire dall'acetil-diidrolipammide, viene rotto un legame tioestere per formarne uno stesso, in una reazione che, per questo motivo, non risulta essere molto difficile da parte della cellula.
Nel momento in cui interviene il terzo enzima della piruvico deidrogenasi, la diidrolipoil-deidrogenasi, è già presente il prodotto ultimo della reazione (l'acetil-CoA), ma l'azione di questo enzima è finalizzata a riportare l'acido lipoico nella sua forma ossidata affinché possa essere disponibile alle successive medesime reazioni. La riossidazione dell'acido lipoico è resa possibile attraverso la riduzione del coenzima flavinico della diidrolipoamide deidrogenasi E3 (FAD a FADH2). Per lo stesso motivo, il FADH2 deve ritornare nella sua forma ossidata (FAD) tramite la cessione dei suoi equivalenti riducenti ad una molecola di nicotinammide-adenin-dinucleotide ossidato (NAD+) che viene quindi ridotto a NADH che può cedere i suoi equivalenti riducenti a livello della catena di trasporto degli elettroni mitocondriale.
Il trasferimento elettronico dal FADH2 al NAD+ è in contrasto con i potenziali redox dei due coenzimi, tuttavia, il complesso multienzimatico della piruvico deidrogenasi è disposto in modo tale da creare un ambiente in cui il FAD viene ad avere un potenziale ossidoriduttivo minore di quello del NAD.
L'attività della piruvato deidrogenasi è stimolata dal piruvato, Ca2+, insulina (quest'ultima avviene solo nel tessuto adiposo dove l'acetil-CoA è utilizzato per la biosintesi dei lipidi) e competitivamente inibita da ATP, NADH  ed acetil-CoA.
L'attività della piruvato deidrogenasi può essere ulteriormente regolata dall'azione di una proteina chinasi e una fosfoproteina fosfatasi, che fanno parte del complesso stesso. La proteina chinasi fosforila e inattiva l'enzima, dopo essere stata attivata allostericamete dall'ATP. Infatti quando i livelli di energia sono elevati la piruvato deidrogenasi viene inattivata per fosforilazione del complesso E1; la fosfoproteina fosfatasi interviene quando il livello di energia non è sufficiente rimuovendo i gruppi fosforici dal complesso E1 determinando la sua attivazione.